# Отте, Оскар
Оскар Отте (нем. Oscar Otte; род. 16 июля 1993, Кёльн, Северный Рейн-Вестфалия) — немецкий профессиональный теннисист. Победитель семи турниров ATP Challenger (5 - в одиночном разряде).

## Общая биография
Отец — Рольф, мать — Ванда; есть сестра Луиза. Начал играть в теннис в шестилетнем возрасте вместе со своим отцом. В детстве теннисными кумирами были Роджер Федерер и Энди Маррей. Любимое покрытие — грунт,  любимый турнир — Открытый чемпионат Стокгольма. Помимо тенниса, увлекается футболом, где болеет за «Кёльн» и «Баварию».

## Спортивная карьера

### 2017-2020: Первые титулы ATP Challenger и дебют в основе турниров Большого шлема
В апреле 2017 года Отте вышел в свой дебютный финал ATP Challenger в одиночном и парном разрядах в Циндао, но проиграл их сербу Янко Типсаревичу и немецкой паре Геро Кречмеру и Александру Сачко соответственно. Через месяц выиграл свой первый титул ATP Challenger в парном разряде на турнире в Риме, а уже через несколько недель он взял свой первый титул «Челленджера» и в одиночном разряде в Лиссабоне, победив Таро Даниэля в трёх сетах.
Оскар дебютировал в основной сетке Большого шлема на Открытом чемпионате Франции 2018 года в качестве лаки-лузера, где проиграл в первом раунде Маттео Берреттини. Через год немец вновь пробился в основную сетку Открытого чемпионата Франции, куда опять попал «лаки-лузером». В первом круге он встречался с 92-й ракеткой мира Маликом Джазири, которого победил в 4-х сетах. Во втором круге он уступил своему кумиру детства и третьему сеяному Роджеру Федереру.
В октябре 2020 года Оскар, пройдя квалификацию на турнир в Кёльне, переиграл 32-ю ракетку мира Яна-Леннарда Штруффа, тем самым одержав свою первую победу над игроком из топ-50 рейтинга ATP. В следующем раунде он проиграл Раду Алботу.

### 2021: Успехи на турнирах Большого шлема
На Открытом чемпионате Франции 2021 года Отте впервые прошёл квалификацию в основу Большого шлема, выиграв финальный матч у Уго Деллиена. В первом раунде он проиграл 6-й ракетке мира Александру Звереву, несмотря на то, что побеждал по ходу матча 2-0 по сетам.
В июне немец вновь прошёл квалификацию к Большому шлему на Уимблдонский турнир. В первом раунде он в пяти сетах победил Артюра Риндеркнеша, чуть менее чем за 4 часа в течение двух дней. Во втором раунде он проиграл своему кумиру детства Энди Маррею в матче из пяти сетов.
Занимая 144-е место, Оскар, пройдя квалификацию на Открытый чемпионат США, в первом круге одолел 20-го сеяного турнира Лоренцо Сонего. Далее он поочерёдно одолел американца Дениса Кудлу и итальянца Андреаса Сеппи. В четвёртом раунде он проиграл шестому сеяному Маттео Берреттини. 

### 2022: Участие в квалификациях Большого шлема и первый титул ATP Challenger
Начав год 101-й ракеткой мира, к старту Открытого чемпионата Австралии он успел дебютировать в топ-100. В первом круге он одержал победу над Цзэном Чжуньсинем, но в следующем потерпел поражение от 25-го сеяного Лоренцо Сонего.
В феврале-апреле регулярно участвовал на ATP турнирах категории 250, 500 и «Мастерсах», но постоянно вылетал в 1-м или 2-м раунде. 
На турнире в Мюнхене он победил 17-ю ракетку мира Райли Опелку во втором раунде, одержав свою первую победу над игроком в топ-20 рейтинга ATP. В четвертьфинале он победил Алехандро Табило и впервые вышел в полуфинал уровня ATP. В полуфинальном матче он проиграл датчанину Хольгеру Руне.
На турнире в Штутгарте он победил 16-ю ракетку мира Дениса Шаповалова во втором раунде, одержав самую крупную победу в своей карьере и вторую над игроком из топ-20. Пройдя в полуфинал на невыходе Бенжамена Бонзи, он проиграл 10-й ракетке мира Маттео Берреттини, который в итоге и выиграл турнир. Через неделю, получив уайлд-кард на Открытый чемпионат Халле, он победил Миомира Кецмановича и Николоза Басилашвили. Затем он выиграл у 23-й ракетки мира Карена Хачанова и вышел в свой третий полуфинал турнира ATP Тура. В полуфинале он проиграл первой ракетке мира Даниилу Медведеву. Благодаря этому выступлению он поднялся на свою лучшую 36-ю позицию в мировом рейтинге ATP.
На Уимблдоне Отте, посеянный под 32-м номером, впервые в карьере вышел в третий круг, однако был разгромлен седьмой ракеткой мира Карлосом Алькарасом в трёх сетах.
После Уимблдона Отте объявил, что ему сделали артроскопию внутреннего мениска левого колена. В августе он сказал, что будет здоров к Открытому чемпионату США. На этом турнире он проиграл в первом раунде Хуберту Хуркачу.
В октябре Отте впервые вышел в финал ATP турнира в парном разряде на Открытом чемпионате Софии, но проиграл его паре Рафаэля Матоса и Давида Веги Эрнандеса.

### 2023-2025: Потеря формы, выпадение из топ-100 и травма
С января по июнь 2023 года немец не имел успеха в своих выступлениях и в мае выбыл из топ-100 рейтинга ATP.
Отте квалифицировался на Уимблдонский турнир 2023 года и победил Доминика Кёпфера. Во втором раунде он проиграл Даниэлю Элахи Галану. Во время турнира Оскар травмировал колено и выбыл на несколько месяцев. После восстановления он не мог похвастаться хорошими результатами во второй половине 2023 и в первой половине 2024 года.
Занимая 474-е место, Отте принял участие в своем первом турнире уровня ATP Тура после операции на Открытом чемпионате Халле 2024 года. Он получил уайлд-кард в квалификацию турнира, где победил Якуба Меншика и Константа Лестьенна. В основной сетке он проиграл в первом круге шестой ракетке мира Александру Звереву в трёх сетах.

## Рейтинг на конец года
| Год  | Одиночный рейтинг | Парный рейтинг |
| 2024 | 737               |                |
| 2023 | 252               | 277            |
| 2022 | 76                | 226            |
| 2021 | 101               | 649            |
| 2020 | 140               | 782            |
| 2019 | 163               | 504            |
| 2018 | 167               | 282            |
| 2017 | 131               | 229            |
| 2016 | 518               | 234            |
| 2015 | 480               | 1141           |
| 2014 | 1166              | 1055           |
| 2013 | 638               | 511            |
| 2012 | 1163              | 1534           |
| 2011 | 1853              |                |

## Выступления на турнирах

### Финалы челленджеров и фьючерсов в одиночном разряде (23)

#### Победы (13)
| Титулы           |
| Челленджеры (5)* |
| Фьючерсы (8)     |

| Титулы по покрытиям | Титулы по месту проведения матчей турнира |
| ------------------- | ----------------------------------------- |
| Хард (5+5)*         | Зал (4+9)*                                |
| Грунт (7+6)         | Зал (4+9)*                                |
| Трава (0)           | Открытый воздух (9+8)                     |
| Ковёр (1+6)         | Открытый воздух (9+8)                     |

* количество побед в одиночном разряде + количество побед в парном разряде.
| №   | Дата             | Турнир                   | Покрытие  | Соперник в финале | Счёт           |
| 1.  | 28 июля 2013     | Дортмунд, Германия       | Грунт     | Иво Мийич         | 6-1 6-4        |
| 2.  | 15 июня 2015     | Бенш, Бельгия            | Грунт     | Хуан Лисаритурри  | 7-5 6-1        |
| 3.  | 21 июня 2015     | Дамме, Бельгия           | Грунт     | Том Шёненберг     | 7-5 6-3        |
| 4.  | 8 августа 2015   | Эйпен, Бельгия           | Грунт     | Йорис де Лоор     | 4-6 6-2 6-3    |
| 5.  | 28 августа 2016  | Иберлинген, Германия     | Грунт     | Александр Лазов   | 6-7(4) 6-2 6-4 |
| 6.  | 11 февраля 2017  | Типтон, Великобритания   | Хард(зал) | Давид Гез         | 7-5 6-3        |
| 7.  | 18 февраля 2017  | Шрусбери, Великобритания | Хард(зал) | Маркус Уиллис     | 7-5 7-6(4)     |
| 8.  | 19 марта 2017    | Пуатье, Франция          | Хард(зал) | Реми Бутулье      | 6-4 6-4        |
| 9.  | 18 июня 2017     | Лиссабон, Португалия     | Грунт     | Таро Даниэль      | 4-6 6-1 6-3    |
| 10. | 13 сентября 2020 | Экс-ан-Прованс, Франция  | Грунт     | Тиагу Зайбот Вилд | 6-2 6-7(4) 6-4 |
| 11. | 31 октября 2021  | Исманинг, Германия       | Ковёр     | Лукаш Лацко       | 6-4 6-4        |
| 12. | 14 ноября 2021   | Ортизеи, Италия          | Хард(зал) | Максим Кресси     | 7-6(5) 6-4     |
| 13. | 28 ноября 2021   | Бари, Италия             | Хард      | Даниэль Мазур     | 7-5 7-5        |

#### Поражения (10)
| №   | Дата             | Турнир                       | Покрытие   | Соперник в финале | Счёт              |
| 1.  | 29 сентября 2013 | Форбак, Франция              | Ковёр(зал) | Тим Пюц           | 6-4 3-6 3-6       |
| 2.  | 23 мая 2015      | Бол, Хорватия                | Грунт      | Тони Андроич      | 6-7(6) 5-7        |
| 3.  | 6 марта 2016     | Фаро, Португалия             | Хард       | Йессе Хута Галунг | 6-1 4-6 2-6       |
| 4.  | 22 января 2017   | Карст, Германия              | Ковёр(зал) | Элмар Эюпович     | 6-7(4) 7-6(3) 4-6 |
| 5.  | 23 апреля 2017   | Циндао, Китай                | Грунт      | Янко Типсаревич   | 3-6 6-7(9)        |
| 6.  | 24 июня 2018     | Илкли, Великобритания        | Трава      | Сергей Стаховский | 4-6 4-6           |
| 7.  | 3 марта 2019     | Йокогама, Япония             | Хард       | Квон Сун Ву       | 6-7(4) 3-6        |
| 8.  | 28 апреля 2019   | Франкавилла-аль-Маре, Италия | Грунт      | Стефано Травалья  | 3-6 7-6(3) 3-6    |
| 9.  | 6 сентября 2020  | Острава, Чехия               | Грунт      | Аслан Карацев     | 4-6 2-6           |
| 10. | 9 мая 2021       | Прага, Чехия                 | Грунт      | Таллон Грикспор   | 7-5 4-6 4-6       |

### Финалы турнировATPв парном разряде (1)

#### Победы (0)
| Легенда                     |
| --------------------------- |
| Турниры Большого шлема (0)* |
| Итоговый турнир ATP (0)     |
| ATP Мастерс 1000 (0)        |
| АТР 500 (0)                 |
| АТР 250 (0)                 |

| Титулы по покрытиям | Титулы по месту проведения матчей турнира |
| ------------------- | ----------------------------------------- |
| Хард (0)*           | Зал (0)                                   |
| Грунт (0)           | Зал (0)                                   |
| Трава (0)           | Открытый воздух (0)                       |
| Ковёр (0)           | Открытый воздух (0)                       |

* количество побед в одиночном разряде + количество побед парном разряде.
| №  | Дата           | Турнир          | Покрытие  | Партнёр        | Соперник в финале                | Счёт           |
| 1. | 2 октября 2022 | София, Болгария | Хард(зал) | Фабиан Фаллерт | Рафаэл Матос Давид Вега Эрнандес | 6-3 5-7 [8-10] |

### Финалы фьючерсов в парном разряде (25)

#### Победы (17)
| №   | Дата             | Турнир                     | Покрытие   | Партнёр       | Соперники в финале                  | Счёт               |
| 1.  | 27 июля 2013     | Дортмунд, Германия         | Грунт      | Андреас Мис   | Матс Мораинг Том Шёненберг          | 7-5 6-1            |
| 2.  | 27 сентября 2013 | Форбак, Франция            | Ковёр(зал) | Андреас Мис   | Тим Пюц Лукас Сторк                 | 6-7(7) 6-2 [10-7]  |
| 3.  | 5 октября 2013   | Хамбах, Германия           | Ковёр(зал) | Андреас Мис   | Николас Мосер Нейл Поффли           | 7-5 4-4 — отказ    |
| 4.  | 18 октября 2013  | Эссен, Германия            | Хард(зал)  | Андреас Мис   | Мики Янкович Шрирам Баладжи         | w/o                |
| 5.  | 25 октября 2013  | Бад-Зальцдетфурт, Германия | Ковёр(зал) | Андреас Мис   | Даниэль Мазур Доминик Шульц         | 5-7 6-3 [10-8]     |
| 6.  | 12 марта 2016    | Лоле, Португалия           | Хард       | Андреас Мис   | Жуан Домингеш Нуну Деуш             | 5-0 — отказ        |
| 7.  | 25 марта 2016    | Виллер-ле-Нанси, Франция   | Хард(зал)  | Андреас Мис   | Мартин Беран Эван Хойт              | 4-6 6-4 [10-7]     |
| 8.  | 2 апреля 2016    | Мадрид, Испания            | Хард       | Андреас Мис   | Патрик Григориу Лука Георге Татомир | 2-6 6-1 [10-3]     |
| 9.  | 21 мая 2016      | Прага, Чехия               | Грунт      | Андреас Мис   | Зденек Колар Петер Мичнев           | 6-0 6-4            |
| 10. | 27 мая 2016      | Бакау, Румыния             | Грунт      | Андреас Мис   | Николас Баррьентос Эмилио Гомес     | 6-3 6-3            |
| 11. | 28 августа 2016  | Иберлинген, Германия       | Грунт      | Том Шёненберг | Маурисио Эчузи Александр Лазов      | 6-1 6-0            |
| 12. | 28 октября 2016  | Бад-Зальцдетфурт, Германия | Ковёр(зал) | Андреас Мис   | Марвин Мёллер Тим Рюль              | 6-7(3) 3-6 [10-7]  |
| 13. | 21 января 2017   | Карст, Германия            | Ковёр(зал) | Яннис Кальке  | Давид Пел Йоран Влиген              | 6-3 5-7 [10-8]     |
| 14. | 28 января 2017   | Нуслох, Германия           | Ковёр(зал) | Андреас Мис   | Матеуш Ковальчик Гжегож Панфил      | 6-3 6-0            |
| 15. | 10 февраля 2017  | Типтон, Великобритания     | Хард(зал)  | Яннис Кальке  | Андреа Вавассори Андреа Пеллегрино  | 5-7 6-2 [10-5]     |
| 16. | 13 мая 2017      | Рим, Италия                | Грунт      | Андреас Мис   | Киммер Коппеянс Мартон Фучович      | 4-6 7-6(12) [10-8] |
| 17. | 3 апреля 2021    | Оэйраш, Португалия         | Грунт      | Матс Мораинг  | Риккардо Бонадио Денис Евсеев       | 6-1 6-4            |

#### Поражения (8)
| №  | Дата             | Турнир                 | Покрытие   | Партнёр           | Соперники в финале                     | Счёт               |
| 1. | 17 ноября 2013   | Ираклион, Греция       | Хард       | Андреас Мис       | Люк Бэмбридж Оливер Голдинг            | 3-6 5-7            |
| 2. | 6 июня 2014      | Дамме, Бельгия         | Грунт      | Андреас Мис       | Флориан Фаллерт Нильс Лангер           | 5-7 1-6            |
| 3. | 13 июня 2014     | Бенш, Бельгия          | Грунт      | Петер Торебко     | Ромен Барбоса Фредерико Феррейра Силва | 2-6 6-7(4)         |
| 4. | 28 августа 2015  | Роттердам, Нидерланды  | Грунт      | Маттиас Вуннер    | Уэсли Колхоф Матве Мидделкоп           | 3-6 3-6            |
| 5. | 15 января 2016   | Швибердинген, Германия | Ковёр(зал) | Андреас Мис       | Антуа Белье Уго Гренье                 | 4-6 6-7(7)         |
| 6. | 16 сентября 2016 | Дамме, Бельгия         | Грунт      | Том Шёненберг     | Даниэль Альтмайер Марвин Нетушил       | 2-6 0-6            |
| 7. | 23 апреля 2017   | Циндао, Китай          | Грунт      | Андреас Мис       | Геро Кречмер Александр Сачко           | 6-2 6-7(6) [3-10]  |
| 8. | 20 марта 2021    | Феникс, США            | Хард       | Ян-Леннард Штруфф | Трет Конрад Хьюи Денис Кудла           | 6-7(10) 6-3 [6-10] |